# Tornei di tennis maschili nel 1943
Prima della nascita della cosiddetta "Era Open" del tennis, ossia l'apertura ai tennisti professionisti dei tornei che prima di quell'anno erano riservati ai tennisti dilettanti. Nel 1943 i tornei si distinguevano in pro e amatoriali: ai primi potevano partecipare solo i giocatori professionisti, mentre ai secondi potevano partecipare solo i tennisti dilettanti. Tutti i tornei più importanti erano amatoriali tra questi c'erano i tornei del Grande Slam. A causa della seconda guerra mondiale la maggior parte dei tornei furono cancellati, gli altri si disputarono lontano dagli scenari bellici: tra questi c'era lo U.S. National Championships, unico torneo dello Slam disputato durante la guerra.

## Calendario

### Legenda
| Tornei amatoriali       |
| Tornei professionistici |

### Gennaio
| Settimana  | Torneo                                                                                                  | Vincitore                         | Finalista    | Semifinalisti | Eliminati ai quarti |
| ---------- | --- | --------------------------------- | ------------ | ------------- | ------------------- |
| 10 gennaio | Pan American International Championships 1943 Città del Messico, Messico Terra rossa Singolare - Doppio | Pancho Segura 4-6 6-4 6-2 2-6 6-3 | Bill Talbert |               |                     |
| 10 gennaio | Pan American International Championships 1943 Città del Messico, Messico Terra rossa Singolare - Doppio |                                   |              |               |                     |

### Febbraio
| Settimana   | Torneo                                                                      | Vincitore                 | Finalista            | Semifinalisti | Eliminati ai quarti |
| ----------- | --------------------------------------------------------------------------- | ------------------------- | -------------------- | ------------- | ------------------- |
| febbraio    | Torneo di La Jolla 1943 La Jolla, USA Cemento Singolare - Doppio            | Jack Kramer 7-5 2-6 6-2   | Joe Hunt             |               |                     |
| febbraio    | Torneo di La Jolla 1943 La Jolla, USA Cemento Singolare - Doppio            |                           |                      |               |                     |
| 22 febbraio | Mid-Winter Championships 1943 (City of Miami) Miami, USA Singolare - Doppio | Pancho Segura 6-3 6-0 6-2 | William E. Gillespie |               |                     |
| 22 febbraio | Mid-Winter Championships 1943 (City of Miami) Miami, USA Singolare - Doppio |                           |                      |               |                     |

### Marzo
Nessun torneo

### Aprile
Nessun torneo

### Maggio
| Settimana | Torneo                                                    | Vincitore                          | Finalista       | Semifinalisti | Eliminati ai quarti |
| --------- | --------------------------------------------------------- | ---------------------------------- | --------------- | ------------- | ------------------- |
| 20 maggio | Cuban Championships 1943 L'Avana, Cuba Singolare - Doppio | Gustavo Vollmer-Ravelo 6-4 3-6 6-4 | Ricardo Morales |               |                     |
| 20 maggio | Cuban Championships 1943 L'Avana, Cuba Singolare - Doppio |                                    |                 |               |                     |

### Giugno
| Settimana | Torneo                                                                     | Vincitore                         | Finalista                    | Semifinalisti | Eliminati ai quarti |
| --------- | -------------------------------------------------------------------------- | --------------------------------- | ---------------------------- | ------------- | ------------------- |
| giugno    | Middle States Championships 1943 Filadelfia, USA Singolare - Doppio        | James Brink 6-1 6-1 6-3           | Gene Garrett                 |               |                     |
| giugno    | Middle States Championships 1943 Filadelfia, USA Singolare - Doppio        |                                   |                              |               |                     |
| 3 giugno  | River Plate Championships 1943 Buenos Aires, Argentina Singolare - Doppio  | Don McNeill 6-2 6-0 6-3           | Alejo Russell                |               |                     |
| 3 giugno  | River Plate Championships 1943 Buenos Aires, Argentina Singolare - Doppio  |                                   |                              |               |                     |
| 7 giugno  | Southern California Championships 1943 Los Angeles, USA Singolare - Doppio | Bob Falkenburg                    | non conosciuta (bandiera)    |               |                     |
| 7 giugno  | Southern California Championships 1943 Los Angeles, USA Singolare - Doppio |                                   |                              |               |                     |
| 20 giugno | Texas State Championships 1943 San Antonio, USA Singolare - Doppio         | Bryan Grant 6-4 6-1 4-6 7-9 6-2   | George Ball                  |               |                     |
| 20 giugno | Texas State Championships 1943 San Antonio, USA Singolare - Doppio         |                                   |                              |               |                     |
| 20 giugno | U.S. Men's Clay Court Championships 1943 Detroit, USA Singolare - Doppio   | Seymour Greenberg 6-1 4-6 6-3 6-3 | Bill Talbert                 |               |                     |
| 20 giugno | U.S. Men's Clay Court Championships 1943 Detroit, USA Singolare - Doppio   | Earl Cochrel Robert Kimbrell      |                              |               |                     |
| 27 giugno | Tri-State Championships 1943 Cincinnati, USA Singolare - Doppio            | Bill Talbert 6-1 6-2 6-3          | Seymour Greenberg            |               |                     |
| 27 giugno | Tri-State Championships 1943 Cincinnati, USA Singolare - Doppio            | Bill Talbert Alvin Bunis 6-4, 6-2 | Seymour Greenberg Joe Scherr |               |                     |

### Luglio
| Settimana | Torneo                                                                | Vincitore                 | Finalista       | Semifinalisti | Eliminati ai quarti |
| --------- | --------------------------------------------------------------------- | ------------------------- | --------------- | ------------- | ------------------- |
| 4 luglio  | New Jersey State Championships 1943 Elizabeth, USA Singolare - Doppio | Pancho Segura 6-2 7-5 6-1 | Robert J. Odman |               |                     |
| 4 luglio  | New Jersey State Championships 1943 Elizabeth, USA Singolare - Doppio |                           |                 |               |                     |

### Agosto
| Settimana | Torneo                                                                                   | Vincitore                 | Finalista                 | Semifinalisti | Eliminati ai quarti |
| --------- | ---------------------------------------------------------------------------------------- | ------------------------- | ------------------------- | ------------- | ------------------- |
| 15 agosto | Eastern Grass Court Championships 1943 Rye, USA Erba Singolare - Doppio                  | Pancho Segura 6-4 6-1 6-3 | Joseph Hunt               |               |                     |
| 15 agosto | Eastern Grass Court Championships 1943 Rye, USA Erba Singolare - Doppio                  |                           |                           |               |                     |
| 22 agosto | Southampton Invitation 1943 (Meadow Club Robin) Southampton, USA Erba Singolare - Doppio | Pancho Segura 6-3 7-5 9-7 | Sidney Wood               |               |                     |
| 22 agosto | Southampton Invitation 1943 (Meadow Club Robin) Southampton, USA Erba Singolare - Doppio |                           |                           |               |                     |
| 22 agosto | Torneo di Salt Lake City 1943 Salt Lake City, USA Singolare - Doppio                     | Budge Patty               | non conosciuta (bandiera) |               |                     |
| 22 agosto | Torneo di Salt Lake City 1943 Salt Lake City, USA Singolare - Doppio                     |                           |                           |               |                     |

### Settembre
| Settimana    | Torneo                                                                   | Vincitore                              | Finalista                  | Semifinalisti | Eliminati ai quarti |
| ------------ | ------------------------------------------------------------------------ | -------------------------------------- | -------------------------- | ------------- | ------------------- |
| 6 settembre  | U.S. National Championships 1943 New York, USA Erba Singolare - Doppio   | Joseph Raphael Hunt 6-3 6-8 10-8 6-0   | Jack Kramer                |               |                     |
| 6 settembre  | U.S. National Championships 1943 New York, USA Erba Singolare - Doppio   | Jack Kramer Frank Parker 6-2, 6-4, 6-4 | Bill Talbert David Freeman |               |                     |
| 26 settembre | Pacific Southwest Championships 1943 Los Angeles, USA Singolare - Doppio | Jack Kramer 0-6 6-1 6-2                | Pancho Segura              |               |                     |
| 26 settembre | Pacific Southwest Championships 1943 Los Angeles, USA Singolare - Doppio |                                        |                            |               |                     |

### Ottobre
| Settimana  | Torneo | Vincitore                        | Finalista                  | Semifinalisti | Eliminati ai quarti |
| ---------- | --- | -------------------------------- | -------------------------- | ------------- | ------------------- |
| 1º ottobre | Pacific Coast Championships 1943 Berkeley, USA Singolare - Doppio                                           | Jack Jossi 6-3 7-5 6-0           | Norman K. Brooks           |               |                     |
| 1º ottobre | Pacific Coast Championships 1943 Berkeley, USA Singolare - Doppio                                           |                                  |                            |               |                     |
| 10 ottobre | U.S. Pro Championships 1943 (US Pro Clay Court Championships) Fort Knox, USA Terra rossa Singolare - Doppio | Bruce Barnes 6-1 7-9 7-5 4-6 6-3 | John Nogrady               |               |                     |
| 10 ottobre | U.S. Pro Championships 1943 (US Pro Clay Court Championships) Fort Knox, USA Terra rossa Singolare - Doppio | Bruce Barnes Gene Mako           | Berkeley Bell John Nogrady |               |                     |
| 18 ottobre | Pan American International Championships 2 1943 Città del Messico, Messico Terra rossa Singolare - Doppio   | Pancho Segura 6-2 6-3 6-2        | Bill Talbert               |               |                     |
| 18 ottobre | Pan American International Championships 2 1943 Città del Messico, Messico Terra rossa Singolare - Doppio   |                                  |                            |               |                     |

### Novembre
| Settimana   | Torneo                                                                                | Vincitore                   | Finalista     | Semifinalisti | Eliminati ai quarti |
| ----------- | ------------------------------------------------------------------------------------- | --------------------------- | ------------- | ------------- | ------------------- |
| 22 novembre | Argentina International Championships 1943 Buenos Aires, Argentina Singolare - Doppio | Don McNeill 6-4 6-1 5-7 6-3 | Pancho Segura |               |                     |
| 22 novembre | Argentina International Championships 1943 Buenos Aires, Argentina Singolare - Doppio |                             |               |               |                     |

### Dicembre
| Settimana   | Torneo                                                                                | Vincitore                       | Finalista      | Semifinalisti | Eliminati ai quarti |
| ----------- | ------------------------------------------------------------------------------------- | ------------------------------- | -------------- | ------------- | ------------------- |
| 12 dicembre | Southern California Mid-Winter Championships 1943 Los Angeles, USA Singolare - Doppio | Joseph Raphael Hunt 6-2 4-6 6-4 | Bob Falkenburg |               |                     |
| 12 dicembre | Southern California Mid-Winter Championships 1943 Los Angeles, USA Singolare - Doppio |                                 |                |               |                     |